# Земляные столбы Ренона
Земляны́е столбы́ Рено́на (итал. Piramidi di roccia del Renon) — природный памятник в Италии, провинция Южный Тироль, коммуна Ренон.

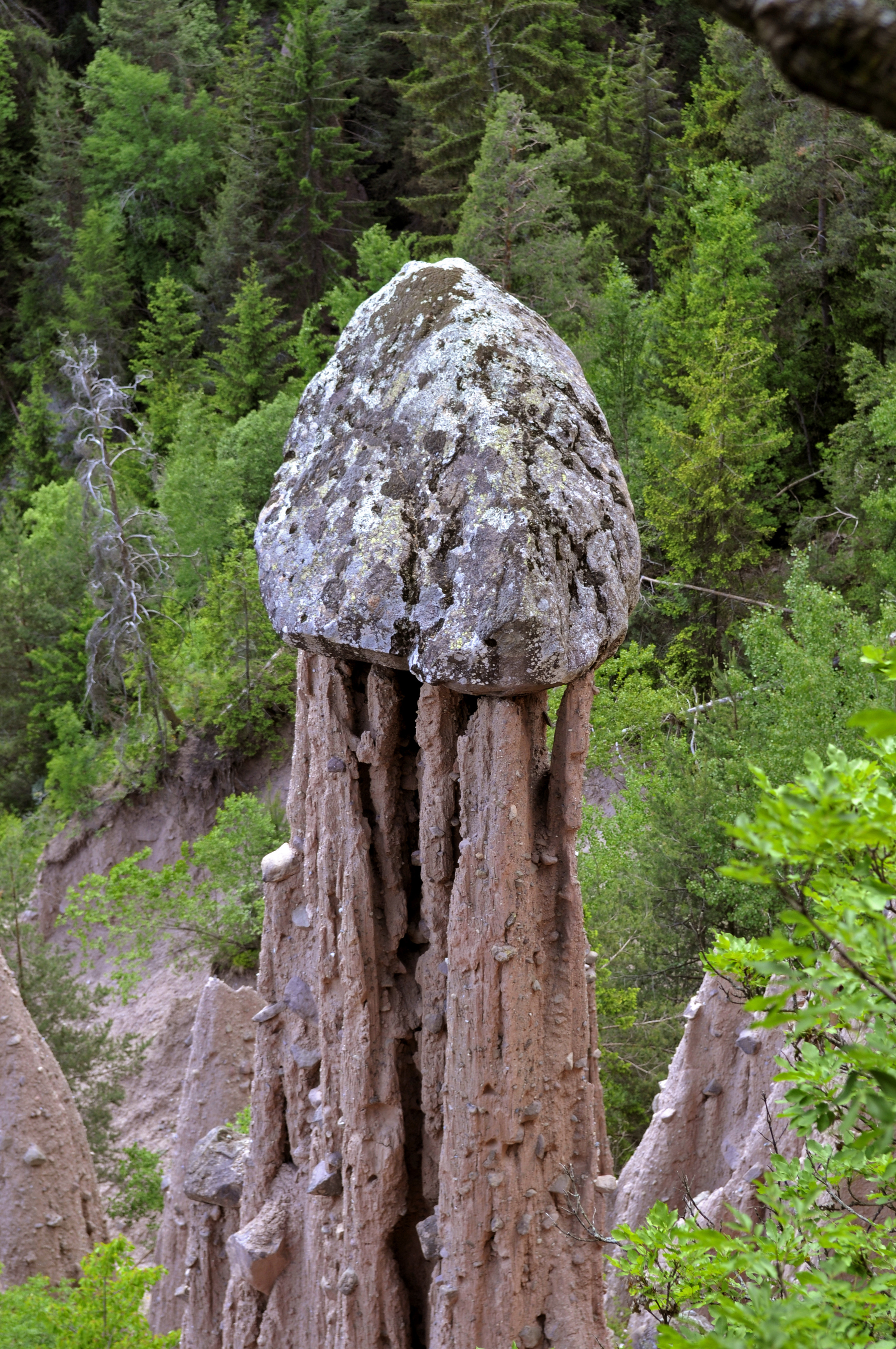
Вблизи

Представляет собой остроконечные вертикальные колонны из диамиктона (в основном это песок, гравий и пыль), часто с навершием из валуна. Образовались в голоцене путём разрушения экзогенными процессами ледниковых отложений. Всего столбов около 150 штук, высота их достигает 40 метров.

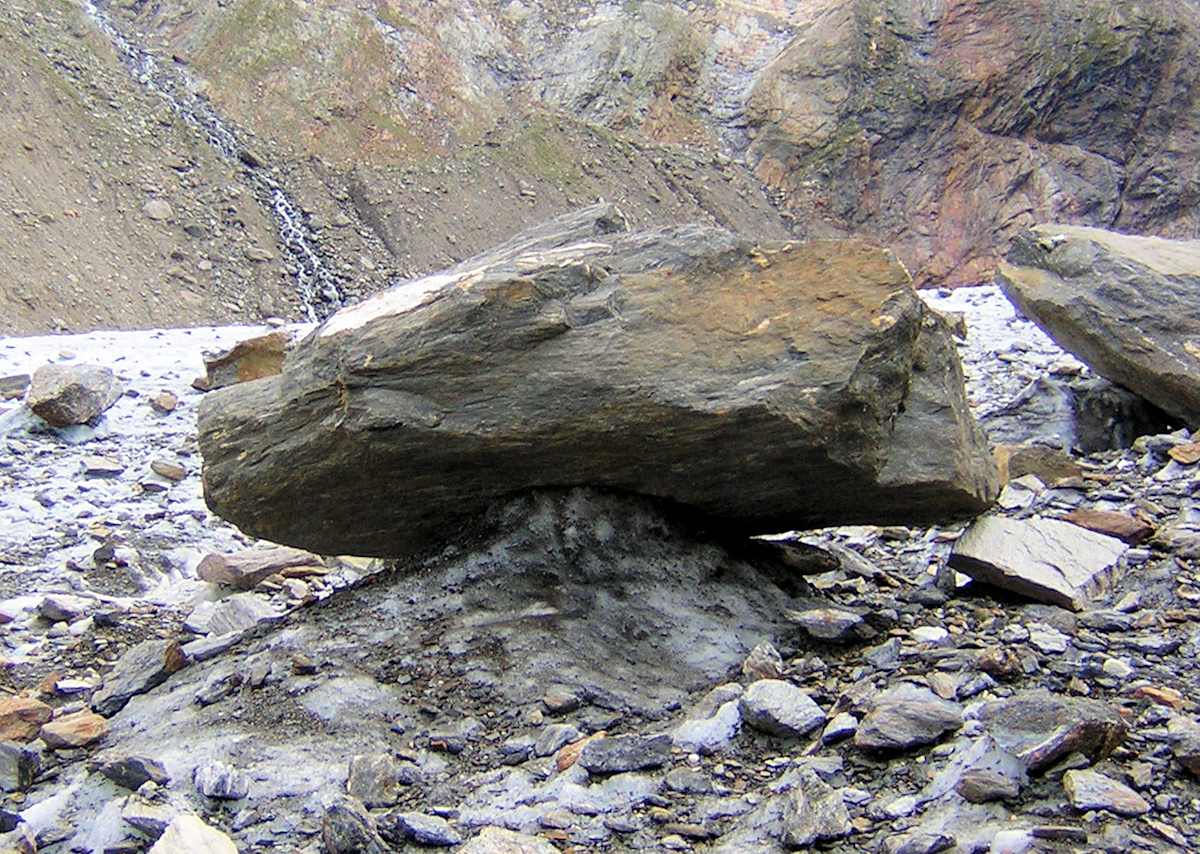
Ледниковый стол — предшественник ледникового столба

Формирование земляных столбов Ренона началось после деградации последнего оледенения, когда в этой части Альп язык ледникового щита стал таять, оставляя по своей периферии отложения бокового и краевого тилла. Затем свою роль сыграли различные природные процессы: гравитация способствовала очень быстрому (в геологических масштабах времени) скатыванию материала с крутых склонов горной долины, а ветер, дождь, мелкие ручейки и другие процессы помогали разрушать мелкозём и выносить в её днище. Отложения, скреплённые ещё не стаявшим льдом и экранированные с поверхности валунами, разрушались медленнее, и в основном в дистальных частях первичных ледниковых столов и столбов. Таким образом формировались природные колонны с валунами на вершинах, которые и в дальнейшем препятствовали эрозии.
Среди знаменитых личностей, побывавших здесь, были Зигмунд Фрейд и Франц Кафка. Добраться сюда можно по  железной дороге, которая была построена еще в 1907 году. Помимо этого, в 1971 году специально для туристов была проложена мощеная дорога, ведущая вокруг природной достопримечательности.